# Jakub Krčín

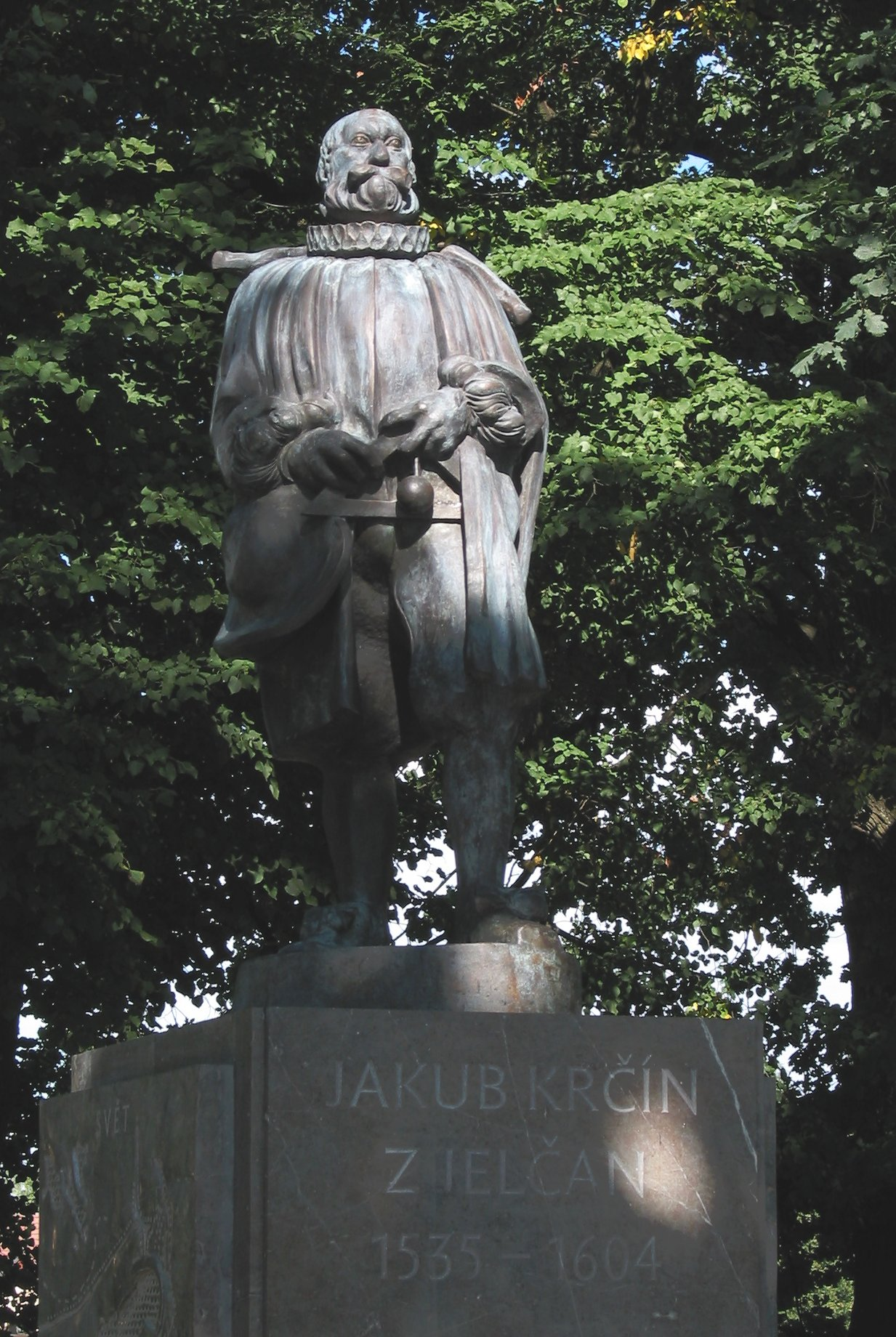
Statuia lui Jakub Krčín din Třeboň.

Jakub Krčín (n. 18 iunie 1535  – d. 1604) a fost un remarcabil arhitect renascentist și inginer ceh.
Krčín s-a născut în Kolín. A fost un designer prolific și inventatorul iazurilor artificiale.